# Клисуре и кањони Старе планине
Клисуре и кањони Старе планине су речне долине настале интензивним усецањем воденог тока у стенску масу Старе планинине, у источној Србији. Њихова дубина је приближно једнака половини растојање између врхова страна, које припадају Балканском систему Балканских планина које се пружају од Црног мора на истоку, па све до Вршке чуке на западу. Дужина овог планинског система износи 530 км. Највиша тачка Старе планине је врх Ботев (2376 м).
Брзе, али кратке планинске реке које су своје долине усекле у станску масу Старе планине, тиме су формирале већи број клисура и кањона, који данас својим изгледом и сачуваном природном лепотом привлачее велики број туруста и других љубитеља и истраживача природе, ове још недовољно истражене области у Србији.

## Списка клисура и кањона
| Назив                   | Слика | Карактеристике |
| ----------------------- | ----- | --- |
| Кањон Росомаче          |       | Познат и као Росомачки лонци, Росомачко грло и Славињски лонци, део је речне долине истоимене реке који је настао интензивним усецањем њеног воденог тока у стенску масу Старе планинине, у источној Србији, на око 30 км од Пирота. Кањон, као важан објекат геонаслеђа, са профилом јурских седимената и фосилним остацима створеним у најдубљим деловима мора, својим слојевитим ивицама и карактеристичним појавама пречага које у кориту реке, формирају интересантан низ слапова и водопада, импресионира својим јединственим геоморфолошким, геолошким, хидролошким и хидрогеолошких особеностима. |
| Клисура Владикине плоче |       | Налази се на реци Височици, на неких 20 km од Пирота, на потезу између села Рсовци и Паклештица и почетка Завојског језера. Најдужи и најдубљи део клисуре зове се Владикине плоче, где достиже дубину од преко 200 метара, са стрмим вертикалним и неприступачним литицама. Припада масиву Старе планине и њена дужина износи нешто преко 2 km. |
| Клисура реке Темштице   |       | После Топлог Дола Темштица усеца клисуру. У оквиру клисуре она прима своју највећу притоку, реку Височицу, са десне стране, на месту Мртвачки мост. Изградњом хидроелектране уз Завојско језеро на Височици количина воде коју Темштица добија од своје главне притоке значајно је смањена. Темштица настаје спајањем пет потока у делу Старе планине. Три главна потока се спуштају од више врхова Старе планине: Миџора, Вражје Главе, Браткове стране, Голе Главе. Ову клисуру називају и Мали Колорадо. |
| Клисура Прлитске реке   |       | Налази се надомак града Зајечар, у Влашком долу, на шест километара од центра Зајечара, међу најнижим обронцима Старе планине, где су се у давнини дизали заборављени градови и тврђаве. На свом току кроз обронке Старе планине, помало мистична и вијугава Прлитска река просекла је клисуру, чијом — десном литицом пут води ка чудотворном манастиришту, док централна стаза иде кроз саму клисуру и њене пећине, где су тиховали испосници и скривали се збегови и хајдуци., док се левом литицом пење стрми путић којим се пружала траса одавно уклоњене „Белгијске пруге", прве индустријске железнице у Србији. Вода тече клисуром до јуна, преливајући се преко огромних камених лонаца у којима се купају авантуристи и љубитељи кањонинга. У позно лето Прлитска река у доњем току понире, па се сувих ногу може шетати пејзажима који изгледају помало митски и нестварни.                                        |
| Клисура Враца           |       | Враца је клисура на реци Лев (десној притоци реке Ботуње, из слива Огоста) у западном делу Старе планине у општини Враца у Бугарској. Клисура почиње североисточно од села Згориград на 465 м надморске висине, иде североисточно и након отприлике 3 км завршава у југозападном делу града Враца на 393 м надморске висине. Њена просечна надморска висина је око 428 м. Уграђен је у апто-ургонске кречњаке на северном бедру антиклине Згориград. Клисура је јако лепа због својих импресивних стрмих литица. Проглашена је природном знаменитошћу 1964. године са површином од 2 хектара и део је Парка природе Врачански Балкан Клисура је симбол града Враца по коме је добила име. У средњем веку се звала Вратитца и садржи остатке средњовековне тврђаве Вратитца (10 - 12 век). Око 18 км југозападно од ње налази се планина Паршевица, а 12,6 км северозападно - пећина Леденика и истоимени туристички комплекс. |
| Клисура Искар           |       | Ова пробојница реке Искар дугачка 70 км усечена је у стенску масу Старе планине у Бугарској. Она је главни пролаз преко Балкана, кроз северни део Бугарске који повезује главни град Софију са другим великим градовима у земљи. Кроз њену долину пролази пут и железничка пруга. Стране клисуре изграђене су од кречњака и пешчар, који се на овом простору таложе хиљадама година, и резултовао грубим пукотинама и широким кулама. У појединим деловима клисуре њене стране су високе и до 300 метара. |